# Sylvania (Ohio)
Sylvania é uma cidade localizada no estado norte-americano de Ohio, no Condado de Lucas.

## Demografia
Segundo o censo norte-americano de 2000, a sua população era de 18.670 habitantes.
Em 2006, foi estimada uma população de 19.109, um aumento de 439 (2.4%).

## Geografia
De acordo com o United States Census Bureau tem uma área de
15,1 km², dos quais 15,0 km² cobertos por terra e 0,1 km² cobertos por água. Sylvania localiza-se a aproximadamente 191 m acima do nível do mar.

## Localidades na vizinhança
O diagrama seguinte representa as localidades num raio de 12 km ao redor de Sylvania.